# Meiacanthus kamoharai
Meiacanthus kamoharai är en fiskart som beskrevs av Tomiyama, 1956. Meiacanthus kamoharai ingår i släktet Meiacanthus och familjen Blenniidae. Inga underarter finns listade i Catalogue of Life.